# Institut de França

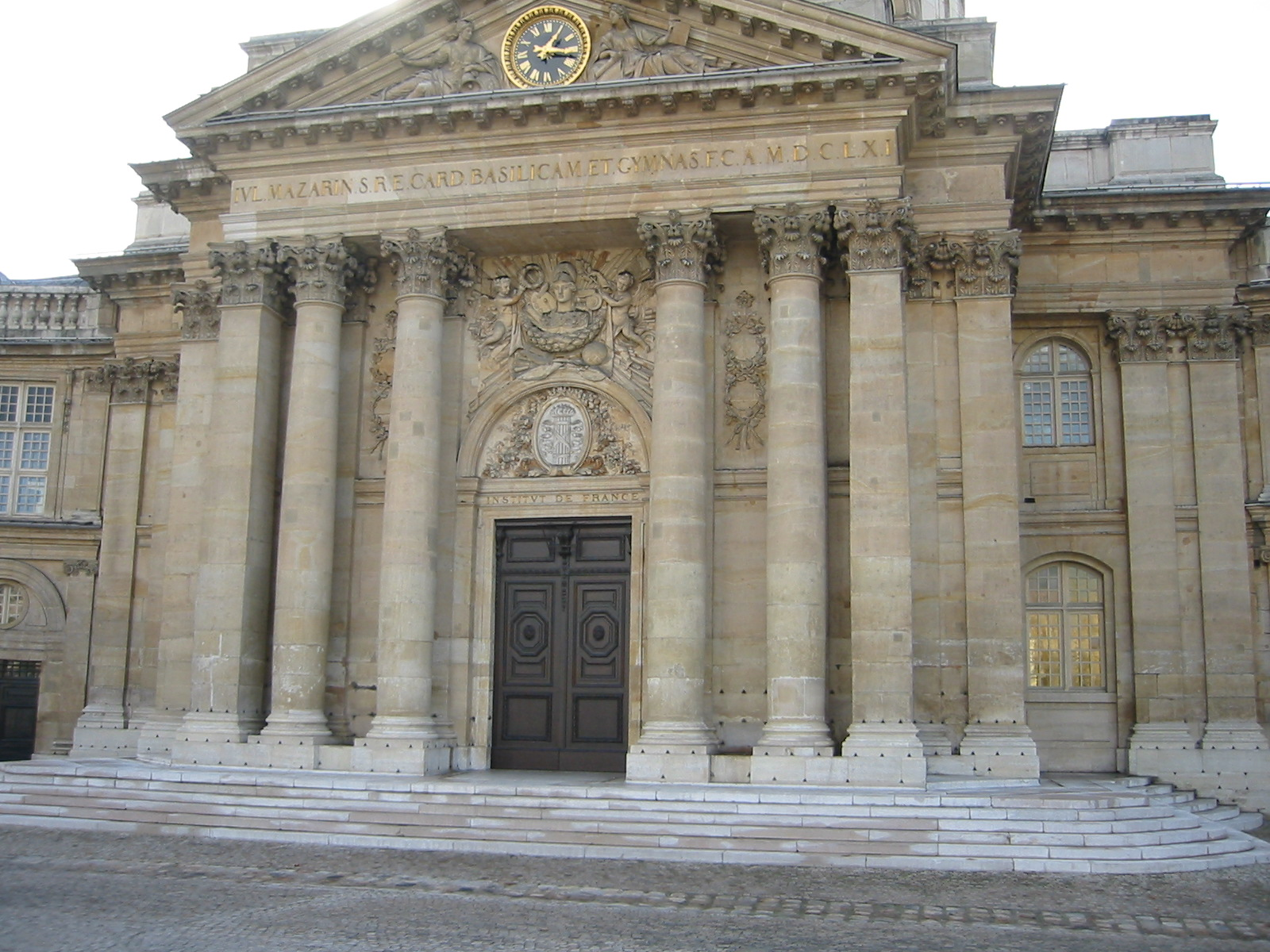
Entrada de l'Institut

L'Institut de França (Institut de France originalment i en francès), va ser creat el 25 d'octubre de 1795 i està situat a París. Agrupa les següents cinc acadèmies franceses.
- Acadèmia francesa (Académie française, fundada el 1635);
- Acadèmia de les inscripcions i llengües antigues (Académie des inscriptions et belles-lettres, fundada el 1663);
- Acadèmia de Ciències Francesa (Académie des sciences, fundada el 1666);
- Acadèmia de Belles Arts (Académie des beaux-arts, fundada el 1816);
- Acadèmia de Ciències Morals i Polítiques (Académie des sciences morals et politiques, fundada el 1795, suprimida el 1803 i restablerta el 1832).

L'Institut gestiona el Museu Jacquemart-André, instituït amb la col·lecció privada d'aquest matrimoni, i el Museu Condé a Chantilly.

## Arquitectura
El 1661, en morir el cardenal Mazzarino, que havia posseït una gran fortuna va disposar, en el seu testament, que fos erigit un palau que albergués la fundació d'una acadèmia en la qual serien educats seixanta nobles nascuts en les quatre províncies conquistades i vinculades a França pel tractat de Westfàlia (1648) i el tractat dels Pirineus (1659) (d'aquí el nom: Col·legi de les Quatre Nacions, que són: Artois, Alsàcia, Pinerolo i els comtats catalans del Rosselló i la Cerdanya).
Jean-Baptiste Colbert va encarregar a Louis Le Vau la realització dels plànols del palau. Aquest hauria d'erigir-se enfront del Louvre, separats ambdós edificis per una àmplia plaça que realcés la prestància del museu. La construcció de l'edifici es va dur a terme entre 1662 i 1688.
El 1805, a petició de Napoleó I, l'Institut de França es va instal·lar en aquest palau. Antoine Vaudoyer va transformar la capella en una sala en la qual els acadèmics poguessin portar a terme les seves sessions.